# لاندخراف
لاندخراف (به هلندی: Landgraaf) یک شهرستان در هلند است که در لیمبورخ واقع شده‌است. لاندخراف ۱۶۱ متر بالاتر از سطح دریا واقع شده‌است.